# Hele Bay
Hele Bay är en vik i Storbritannien. Den ligger i den södra delen av landet, 280 km väster om huvudstaden London.